# محمد حسين عامر
الشيخ محمد حسين عامر شيخ القراءات السبع قارئ، حافظ ومنشد، يُعد أول مجدد للإنشاد في اليمن، ومن أبرز المؤسسين لجمعية المنشدين اليمنيين.

## نشأته وتعليمه
ولد الشيخ محمد حسين عامر عام 1938م في قرية الظواهرة، منطقة حيد السواد، مديرية الحداء، في محافظة ذمار، اليمن، ونشأ فيها، وأصيب بالعمى في عامه الأول، وفي الشهر السادس منه تحديدًا.
مكث في قريته 9 سنوات وبدأ من خلالها حفظ القرآن الكريم على يد والده الشيخ حسين عامر، ثم اصطحبه أبوه مع أخيه الأكبر أحمد حسين- وكان أعمى أيضًا - إلى مدينة صنعاء سنة 1366هـ/ 1947م، فدرسا القرآن الكريم، حيث حفظ القرآن وهو في العاشرة من عمره خلال سنة وأربعة أشهر.
ثم درس علوم القرآن الكريم على يد عدد من العلماء مثل: الشيخ حسن شندف، الشيخ عبد الله الطائفي، الشيخ حسين مبارك الغيثي، الشيخ العزي الجنداري والشيخ أحمد بن حسين الخولاني.
ثم انتقل إلى مدرسة (دار العلوم) درس فيها علم القراءات السبع، ومن شيوخه فيها: الشيخ (حسين الجلال), والشيخ (محمد علي الأكوع).
وبعد ذلك انتقل إلى المدرسة العلمية ودرس فيها بعض المتون مثل: متن الأزهار في الفروع ومتن الآجرومية وقطر الندى في النحو، وغيرها من العلوم، وقد أخذ العلم على يد الشيخ (علي الطائفي) والشيخ (حسين الغيثي) وغيرهما من العلماء .

## حياته العملية
ثم عمل في تدريس القرآن الكريم، وأسس عددًا من مدارس التحفيظ في جامع (النهرين) في مدينة صنعاء وفي غيره من الجوامع والمساجد، وأسّس مدرسة لقراءات القرآن السبع خاصة قراءة نافع، وقد تأثر بتلاوة المقرئ (يحيى الحدائي) إمام جامع المظفر بتعز، وحاكاه في التلاوة ونبرات الصوت وتفوق على القرّاء، وتميز بنبرات صوتية غير مسبوقة. تخرج على يديه الكثير من حفظة القرآن من أشهرهم المقرئ (يحيى الحليلي)، والعديد من طلبة العلم والمنشدين.
اشتهر من خلال إذاعة وتلفزيون صنعاء وعدد من الإذاعات اليمنية، وعبر أشرطة الكاسيت التي انتشرت حتى صار من أشهر المقرئين اليمنيين. وفي بداية الستينات بدأت إذاعة صنعاء بالنقل المباشر لصلاة الفجر يومياً من الجامع الكبير بصنعاء كل شهر رمضان، وإلى جانب ذلك عُرف منشدًا دينيًا في الإذاعة والتلفزيون، وفي الأعراس اليمنية التي كان يُدعى إليها.

## وفاته
توفي عن ولدين في مدينة صنعاء يوم السبت 15 من رمضان 1419هـ. بعد معاناة من المرض. وقد أجريت له مراسيم تشييع رسمية وشعبية كبيرة كان في مقدمتها الرئيس علي عبد الله صالح.